# Brigitte Weisshaupt

Brigitte Weisshaupt am II. Symposium der Internationalen Assoziation von Philosophinnen in Zürich

Brigitte Weisshaupt (geboren 1939 in Gevelsberg) ist eine deutschsprachige Philosophin, Autorin und Gründungsmitglied der Internationalen Assoziation von Philosophinnen (IAPh). Sie war viele Jahre Vorstandsmitglied der IAPh, Präsidentin der Philosophischen Gesellschaft Zürich (PhGZ) und Mitglied der schweizerischen Nationalen Ethikkommission (NEK) im Bereich der Humanmedizin. Sie gilt als „Klassikerin des modernen Feminismus“.

## Werdegang
Brigitte Weisshaupt studierte Philosophie, Deutsche Literatur, Germanische Sprachwissenschaft, Romanistik und Kunstgeschichte in Freiburg im Breisgau, München und Heidelberg. 1967 promovierte sie an der Universität Freiburg bei dem Phänomenologen Eugen Fink, einem Assistenten Edmund Husserls, über die Zeitauffassung bei Augustinus, Kant und Aristoteles. 1968 schloss sie ihr Staatsexamen für das Lehramt an Gymnasien in den Fächern Philosophie und Germanistik ab. Ab 1969 hatte sie Lehraufträge in den Fächern Philosophie, Kulturgeschichte und -analyse, Angewandte Psychologie, Anthropologie und Sozialphilosophie an verschiedenen Institutionen in Zürich inne, unter anderen an der Universität Zürich (UZH), der Eidgenössischen Technischen Hochschule (ETH) und dem Psychoanalytischen Seminar Zürich (PSZ) sowie diverse Lehrstuhl-Vertretungen an Universitäten in Deutschland und der Schweiz. Weisshaupt unterrichtete über 25 Jahre Philosophie an einem Gymnasium, war über 30 Jahre Außendozentin für Philosophie, insbesondere Ethik, an der Zürcher Fachhochschule für soziale Arbeit und hielt an der Zürcher Volkshochschule über 20 Jahre lang Vorlesungen in Philosophie.

## Wirken
1974 gründete sie zusammen mit Elfriede Walesca Tielsch, Ruth-Eva Schulz-Seitz, Wiebke Schrader und drei weiteren Kolleginnen die „Assoziation von Philosophinnen in Deutschland“ (seinerzeit APHD, später IAPh). Die Gründung erfolgte in Würzburg, Rechtsform war der „eingetragene Verein“. Auslöser war das „Totschweigen der ‚Frauenfrage‘ durch die akademische Philosophie“ und das damit verbundene Bestreben, einen „Ort des Denkens“ für die intellektuelle Frau bzw. für Philosophinnen zu schaffen. Im Anschluss an die Gründung fand 1974 – ebenfalls in Würzburg – das erste Symposion statt. Die Anfangsjahre der Vereinigung gestalteten sich sehr schwierig. Dem Engagement von Tielsch und Weisshaupt ist es zu verdanken, dass 1978 anlässlich des internationalen XVI. Weltkongresses für Philosophie in Düsseldorf Philosophinnen offiziell mitbegrüßt und vom Bundeskanzler Walter Scheel zum Gartenfest in Bonn miteingeladen wurden. 1982 trat der Verein der Fédération Internationale des Sociétés de Philosophie als stimmberechtigtes Mitglied bei. Das neu geschaffene Netzwerk fand regen Zustrom von freien und universitätsangehörigen Philosophinnen, vor allem durch Studentinnen, verzeichnete jedoch im Ausland mehr Interesse als in Deutschland. Während die österreichische Presse anlässlich des XII. Deutschen Kongresses für Philosophie 1981 in Innsbruck den Philosophinnen gegenüber aufgeschlossen war, zeigten deutsche Philosophinnen und Philosophen wenig Interesse an der Initiative. Der Durchbruch gelang Weisshaupt in ihrer Wahlheimat Zürich, wo das 11. Symposion der IAPh an der Universität Zürich 200 Teilnehmerinnen verzeichnen konnte.
Weisshaupt war Mitglied des Beirats der Zeitschrift Die Philosophin. Forum für feministische Theorie und Philosophie für die Zeit ihres Bestehens. Wie Elfriede Walesca Tielsch zählt auch Brigitte Weisshaupt heute zu den Ehrenmitgliedern der IAPh.

## Publikationen
Monografien
- Der Geist als Grund der Zeit. Zur Zeitauslegung bei Augustinus, Kant und Aristoteles. Dissertation der Universität Freiburg, 1967.

Herausgeberschaften
- Halina Bendkowski, Brigitte Weisshaupt (Hrsg.): Was Philosophinnen denken I. Amman Verlag, Zürich 1983, ISBN 3-250-10012-9.
- Manon Andreas-Grisebach, Brigitte Weisshaupt (Hrsg.): Was Philosophinnen denken II. Amman Verlag, Zürich 1986, ISBN 3-250-01017-0.

Aufsätze
- Der Andere. Zur intersubjektiven Konstitution des alter ego. In: Reformatio, Evangelische Zeitschrift für Kultur und Politik, 1969.
- Sisyphos ohne Pathos. Selbsterhaltung und Selbstbestimmung im Alltag. In: Studia Philosophica 40/1981.
- Reflexionen zum Vernunftbegriff. In: Manon Maren-Grisebach, Ursula Menzer (Hrsg.): Jahrbuch I der Internationalen Assoziation von Philosophinnen: Von Wegen ins 3. Jahrtausend. Tamagnini Verlag, Mainz 1982.
- Sisyphos ohne Pathos. Selbsterhaltung und Selbstbestimmung im Alltag. In: Halina Bendkowski, Brigitte Weisshaupt (Hrsg.): Was Philosophinnen denken I. Amman Verlag, Zürich 1983, ISBN 3-250-10012-9.
- Dissidenz als Aufklärung. Elemente feministischer Wissenschaftskritik. In: Manon Andreas-Grisebach, Brigitte Weisshaupt (Hrsg.): Was Philosophinnen denken II. Amman Verlag, Zürich 1986, ISBN 3-250-01017-0, S. 9–19.
- Selbstlosigkeit und Wissen In: Judith Conrad, Ursula Konnertz (Hrsg.): Weiblichkeit in der Moderne, Edition Diskord, Tübingen 1986, ISBN 978-3-88769-517-0.
- Schatten des Geschlechts über der Vernunft. In: Astrid Deuber-Mankowsky, Ulrike Ramming, E. Walesca Tielsch (Hrsg.): 1789/1989 – Die Revolution hat nicht stattgefunden. Dokumentation des V. Symposions der Internationalen Assoziation von Philosophinnen. Edition Discord, Tübingen 1989, ISBN 3-89295-537-9, S. 290–302.
- Vernunft und selbstloses Selbstsein. In: Jahresbericht 1990 der Theologischen Fakultät Luzern, 1990.
- Schatten über der Vernunft. In: Herta Nagl-Docekal (Hrsg.): Feministische Philosophie. R. Oldenbourg, München 1990, ISBN 3-7029-0248-1 (Wien), 3-486-55381-X (München), S. 136–157.
- Ethik und Technologie am Lebendigen. In: Ursula Konnertz (Hrsg.): Grenzen der Moral. Edition Discord, Tübingen 1991, ISBN 978-3-89295-551-1.
- Zur ungedachten Dialektik von Eros und Logos. In: Die Philosophin 6/1992, ISSN 0936-7586, S. 44–56, DOI:10.5840/philosophin19923625.
- Elfriede Walesca Tielsch (1910-1993). Ein Nachruf. In: Die Philosophin 8/1993, ISSN 0936-7586, S. 118–120, DOI:10.5840/philosophin19934823.
- Simone de Beauvoir und Jean-Paul Sartre – Eine Anmerkung. In: Labyrinth 1/1999.